# Carl-Johan Olofsgård
Carl-Johan Olofsgård, född 1954, är en svensk före detta friidrottare (långdistanslöpare). Han tävlade för Södra Vi IF.